# Braunau am Inn
Se også: Broumov, en by i Tjekkiet, også kendt som Braunau på tysk.
Braunau am Inn er en by i delstaten Oberösterreich i det nordlige Østrig ved floden Inn. Byen havde pr. 15. maj 2001 16.372 indbyggere og ligger 351 m.o.h. Byen ligger 90 km vest for Linz og ca. 60 km nord for Salzburg tæt på den tyske delstat Bayern. Byen er grænseby og er forbundet med sin tyske modpart Simbach am Inn med en bro over Inn-floden. Mandater i distriktrådet (37 pladser): SPÖ 25, ÖVP 7, FMU 5, FPÖ 4.
Byen blev først nævnt omkring 810 og modtog bystatus i 1260, hvilket gør den til en af de ældste I Østrig. Byen blev befæstet og blev et vigtigt handelsknudepunkt med salthandel og skibstrafik på Inn-floden. Gennem historien har byen skiftet hænder fire gange. Byen tilhørte Bayern indtil 1779, da den kom på østrigske hænder. I forbindelse med freden ved Teschen som endte den Bayerske arvefølgekrig. Mellem 1809 og 1816 blev den igen bayersk under konditionerne fra Bratislavatraktaten. I 1816 overgav Bayern byen til Østrig, da de europæiske grænser blev reorganiseret efter Napoleonskrigene. Siden har byen været østrigsk. Bayern blev kompenseret med Aschaffenburg.
Braunau har en bemærkelsesværdig 15. århundrede kirke med et 99 m højt spir.
Braunau er kendt som stedet hvor Adolf Hitler blev født i 1889.
Det lokale fodboldhold S.V. Braunau nåede, efter to succesfulde sæsoner, den østrigske førstedivision inden den gik fallit i 2000. Holdet blev reetableret som F.C. Braunau.